# Cis paritii
Cis paritii es una especie de coleóptero de la familia Ciidae.

## Distribución geográfica
Habita en Hawái.